# Yeröö
Yeröö (Mongol : Ерөө) est un sum (district) de la province de Selenge, au nord de la Mongolie. La principale ville de ce sum est Bugant. En 2008 sa population était de 5 792 habitants.